# Pick of the Pops
Pick of the Pops é um programa da BBC Radio. Originalmente baseado nas paradas musicais de singles britânicos, começou a ser transmitido como parte do BBC Light Programme em 1955, sendo transferido para a BBC Radio 1 em 1967. A última edição em seu formato original foi em 24 de setembro de 1972.
O programa foi revivido pelo DJ Alan Freeman na Capital Radio, sendo transmitido de 1982 a 1988 como Pìck of the Pops - Take Two. Retornando à BBC em 1989, Freeman levou consigo o programa, que apresentou até 1992. Ele voltaria ao formato em 1994 com o Pick of the Pops - Take Three, transmitido por ele na rádio Capital Gold até 1997, quando aposentou-se devido à problemas de saúde. O programa foi assumido por Dale Winton, que o manteve até agosto de 2004.
O Pick of the Pops voltou à BBC como programa independente em setembro de 2005. Foi apresentado por Winton até setembro de 2010, quando foi assumido por Tony Blackburn.